# Eddy van IJzendoorn
Eddy van IJzendoorn (Tiel, 21 maart 1985) is een Nederlands veldrijder. Hij kwam tot 2015 uit voor Team NatuBalans. Na een blessure die Van IJzendoorn opliep in de Wereldbeker veldrit in Milton Keynes, kon hij noodgedwongen zijn carrière op professioneel niveau niet meer voortzetten. Zijn broer Rik van IJzendoorn doet ook aan veldrijden.
Van IJzendoorn nam zilver op het wereldkampioenschap veldrijden bij de junioren in 2003 in Monopoli na Lars Boom. In 2006 werd hij tweede in de eindstand om de superprestige bij de beloften. In 2009 won hij de GP Groenendaal in Sint-Michielsgestel, voor Bart Wellens, die tweede werd. In 2015 werd hij eerste bij de amateurs in de Profronde van Tiel.

## Ploegen
- 2002: Rabobank (Juniors)
- 2003: Quickstep-Sweet Paradise (Juniors)
- 2004: Van Vliet-EBH
- 2005: Van Vliet-EBH
- 2006: Palmans-Collstrop
- 2007: Palmans-Cras
- 2008: Line-Lloyd Footwear Cyclingteam
- 2009: AA Drink
- 2010: AA Drink
- 2011: Orange Babies Cycling Team
- 2012: 36 Cycling
- 2013: Team NatuBalans - Apex
- 2014: Team NatuBalans